# سیارک ۱۷۷۱
سیارک ۱۷۷۱ (به انگلیسی: 1771 Makover، نامگذاری:1968BD) هزار و هفتصد و هفتاد و یکمین سیارک کشف شده‌است که در ۲۴ ژانویه ۱۹۶۸ کشف شد.
قدر مطلق سیارک برابر ۱۰٫۱۰ است.